# José-Karl Pierre-Fanfan
José-Karl Pierre-Fanfan (26 de julio de 1975) es un exfutbolista francés, aunque sus padres son de la Martinica. Se desempeñaba como defensa y su último club fue el Al-Sailiya de Catar.

## Clubes
| Club                | País    | Años      |
| ------------------- | ------- | --------- |
| USL Dunkerque       | Francia | 1993-1997 |
| RC Lens             | Francia | 1997-2001 |
| AS Monaco           | Mónaco  | 2001-2003 |
| Paris Saint-Germain | Francia | 2003-2005 |
| Rangers FC          | Escocia | 2005-2006 |
| Al-Sailiya SC       | Catar   | 2007-2009 |

- Datos: Q541920